# Torneo de Sídney 2014
El Torneo de Sídney de 2014 (conocido por motivos comerciales como 2014 Apia International Sydney) es un evento de tenis de la categoría ATP 250 en su versión masculina y Premier en la femenina. Se disputa en canchas duras, dentro de las instalaciones del NSW Tennis Centre en Sídney, Australia. Tiene lugar entre el 5 y el 11 de enero de 2014.

## Cabeza de serie

### Individuales Masculinos
| Tenista               | Ranking | Preclasificada |
| Juan Martin del Potro | 5       | 1              |
| Nicolás Almagro       | 13      | 2              |
| Fabio Fognini         | 16      | 3              |
| Jerzy Janowicz        | 21      | 4              |
| Andreas Seppi         | 25      | 5              |
| Dmitry Tursunov       | 29      | 6              |
| Vasek Pospisil        | 32      | 7              |
| Julien Benneteau      | 35      | 8              |

### Dobles Masculinos
| Tenista                              | Ranking | Preclasificada |
| Bob Bryan Mike Bryan                 | 1       | 1              |
| Leander Paes Radek Štěpánek          | 19      | 2              |
| Rohan Bopanna Aisam-Ul-Haq Qureshi   | 28      | 3              |
| Mariusz Fyrstenberg Marcin Matkowski | 38      | 4              |

### Individuales Femeninos
| Tenista             | Ranking | Preclasificada |
| Agnieszka Radwanska | 5       | 1              |
| Petra Kvitová       | 6       | 2              |
| Sara Errani         | 7       | 3              |
| Jelena Janković     | 8       | 4              |
| Angelique Kerber    | 9       | 5              |
| Caroline Wozniacki  | 10      | 6              |
| Simona Halep        | 11      | 5              |
| Sloane Stephens     | 12      | 8              |

### Dobles Femeninos
| Tenista                          | Ranking | Preclasificada |
| Sara Errani Roberta Vinci        | 2       | 1              |
| Květa Peschke Katarina Srebotnik | 22      | 2              |
| Cara Black Sania Mirza           | 22      | 3              |
| Raquel Kops-Jones Abigail Spears | 46      | 4              |

- Rankings como de 30 de diciembre de 2013.

## Campeones

### Individuales masculinos
Juan Martín del Potro venció a  Bernard Tomic por 6-3, 6-1

### Individuales femeninas
Tsvetana Pironkova venció a  Angelique Kerber por 6-4, 6-4

### Dobles masculinos
Daniel Nestor /  Nenad Zimonjić vencieron a  Rohan Bopanna /  Aisam-Ul-Haq Qureshi por 7-6(7-3), 7-6(7-3)

### Dobles femeninas
Tímea Babos /  Lucie Šafářová vencieron a  Sara Errani /  Roberta Vinci por 7-5, 3-6, [10-8]